# Fatima Soltan
Fatima Soltan (n. secolul al XVII-lea – d. 1681) a fost khanbika (regină) și ultimul monarh al Hanatului Qasim din 1679 până în 1681.
Ea a fost fiica lui Agha Muhammad Shah Quli Sayyid și soție a hanului Arslanghali. După moartea soțului ei în 1627, țarul rus Mihail Romanov i-a numit pe Fatima și pe tată ei, Agha Muhammad, regenți ai urmașului hanului, copilul de trei ani Sayed Borhan. Până când Borhan a abdicat în 1679, Fatima Soltan s-a opus căsătoriei cu vreun cneaz rus și politicii de creștinare și discriminare a musulmanilor de către autoritățile moscovite. După abdicarea lui Borhan, Fatima a rămas pentru scurtă vreme în fruntea statului ca ultimă regină a hanatului. După moartea sa, Hanatul Qasim și-a încetat existența, fiind desființat de ruși.

## Biblografie
- tt „Fatima Soltan/Фатима Солтан”. Enciclopedia Tătară. Kazan: Academia de Științe a Republicii Tatarstan. Institutul pentru Enciclopedia Tătară. 2002.

| Predecesor: Sayed Borhan | Han al Qasimului 1679–1681 | Succesor: Hanatul a fost desființat |